# Теория авторского кино

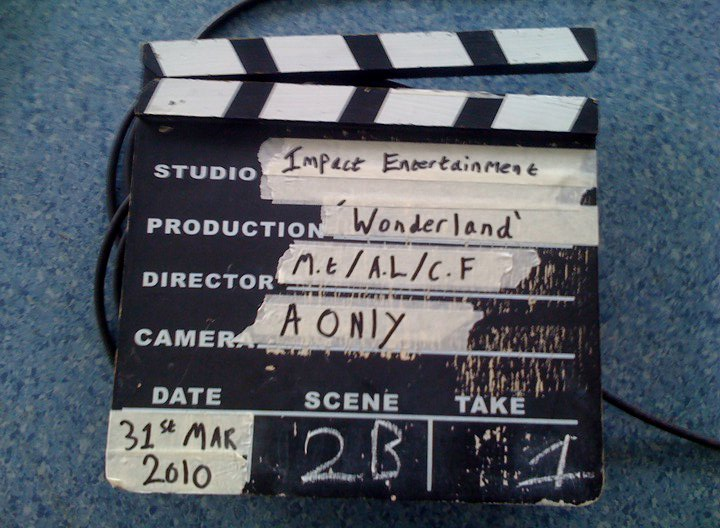
Хлопушка (используется для обозначения начала новой сцены или дубля)

Теория авторского кино (фр. Cinéma d'auteur, англ. Auteur theory) — теория в киноведении, согласно которой режиссёр фильма является главным автором фильма (подобно тому, как писатель является автором книги), поскольку контролирует все аспекты его создания. Теория зародилась во Франции в 1950-х годах.

## История
С тех пор, как авторская теория была озвучена Франсуа Трюффо в 1954 году в статье-манифесте «Одна тенденция во французском кино», она имела значительное влияние на кинокритику во всём мире. В США её основным приверженцем и популяризатором выступал Эндрю Саррис. Среди американских режиссёров он выделил «авторов» (от фр. auteur), которые выработали уникальный, характеризующий их художественный киностиль, заметный в снятых ими фильмах. К 1968 году он завершил работу над фундаментальным исследованием «Американское кино: постановщики и постановки. 1929—1968». По мнению Дэвида Бордуэлла, эта книга сыграла важную роль в развитии auteurism’а, поскольку включила в «Пантеон авторов» многих режиссёров, которых «англоязычные интеллектуалы (ранее) презирали как представителей массовой развлекательной продукции». В 1961 году «авторская теория» была взята на вооружение американскими журналами «New York Film Bulletin» и «Film Culture».
На уровне концепции идея киноискусства впервые сформировалась во Франции во время Первой мировой войны и на протяжении 1920-х годов служила теоретической базой всего европейского киноавангарда. Французский теоретик кино Леон Муссинак в своей работе «Рождение кино» за 1926 год, анализируя европейский кинематограф этого периода, писал, что технические и постановочные средства трансформируют материал, подчиняя его авторской трактовке. Всё предметное окружение — декорации, костюмы, детали обстановки — подчинены этой же задаче. Объединяющим элементом он называет монтажный ритм. Альфред Хичкок в открытом письме, опубликованном в газете Evening News ещё в ноябре 1927 года, заявил, что «по-настоящему художественные кинокартины создаются одним человеком», подобно тому как симфония сочиняется одним композитором.
До появления авторской теории кинофильм воспринимался как продукт киноиндустрии — совокупное произведение режиссёра, сценариста, композитора и актёров. Однако авторы журнала «Cahiers du cinéma» обратили внимание на то, что даже в рамках конвейерной студийной системы Голливуда успешно работали яркие индивидуальности, подлинные авторы, такие, как Альфред Хичкок, Джон Форд, Фриц Ланг и Орсон Уэллс). В кинокритической среде их прозвали «Хичкоко-Хоуксианцами» (от имён Хичкока и Хоукса), а их теория получила название «politique des auteurs» — стратегия или политика авторства.
Теоретики авторского кино впервые обоснованно сформулировали, что режиссёр является ключевой фигурой всего кинопроцесса и автором (фр. auteur) кинофильма (рассматриваемого как произведение искусства). Подобное суждение подтверждает присущий каждому мастеру (режиссёру) индивидуальный киноязык: фильмы Чарли Чаплина, Стэнли Кубрика, Квентина Тарантино невозможно спутать с картинами других режиссёров. Несмотря на то что над кинофильмом работает целый коллектив, приверженцы авторского кинематографа увидели: вся деятельность этого коллектива (съёмочной группы) направлена только на наиболее адекватную передачу художественного замысла режиссёра, как в картине художника или романе писателя. Без замысла режиссёра деятельность коллектива (съёмочной группы) бессмысленна.
Отдельным направлением авторских фильмов являются картины, выполненные на высоком профессиональном уровне киносъёмочной группой, состоящей из ограниченного количества людей, каждый из которых одновременно совмещает несколько кинематографических профессий. Иногда съёмочная группа состоит только из одного человека.
Авторская теория ассоциируется с французской новой волной. Впервые она была сформулирована в журнале «Cahiers du cinéma» ведущими фигурами новой волны (Франсуа Трюффо, Жан-Люк Годар, Эрик Ромер, Клод Шаброль, Жак Риветт, Андре Базен). Как указывал Федерико Феллини: «Насколько я помню, термин auteur по отношению к кинорежиссёру впервые употребил французский критик Андре Базен, говоря о моем творчестве в рецензии на „Кабирию“». В терминах «авторского кино» было принято рассматривать и так называемое новое немецкое кино 1970-х (Вернер Херцог, Вим Вендерс, Фолькер Шлёндорф, Райнер Вернер Фассбиндер, Александр Клюге).

## В современном кинопроцессе
К началу XXI века существование авторского кино не вызывает сомнений ни у зрителей, ни у критиков. «Авторскими» признаются фильмы, в которых присутствует индивидуальный взгляд (почерк) автора, то есть режиссёра фильма. Хотя в таком высокотехническом виде искусства, как кино, и присутствует большое количество коллективного труда, тем не менее у авторского кино остальные участники процесса «отходят» на второй план.
По сложившимся на сегодняшний день реалиям и «де-юре», и «де-факто» автором фильма является режиссёр-постановщик, вне зависимости от того, признается ли потом его фильм «авторским» или не признаётся.
Для современного российского киносообщества характерно маргинальное противопоставление и даже противоборство авторского кино и продюсерского. Бытует мнение, что априори к «авторским» относятся фильмы, представляющие художественную ценность, а к «продюсерским» — фильмы, художественной ценности не представляющие.
Одним из направлений авторского стало кино некоммерческой или, в редких случаях, безбюджетной реализации. Что возможно только благодаря удешевлению технических средств киносъёмки и монтажа.
Объективно можно утверждать только то, что у ряда кинорежиссёров в процессе их творчества формируется индивидуальный, присущий только им авторский стиль, а у ряда кинорежиссёров авторский стиль не формируется, но и те и другие являются авторами своих произведений. Такое явление можно наблюдать в любой творческой деятельности: литературе, живописи, архитектуре и так далее.
На основе авторской теории сформировались такие граничащие с авторским кино понятия, как «артхаус», «независимое американское кино» и другие.
Согласно альтернативной «теории шрайбера» главным автором фильма является сценарист.

## Популярная музыка

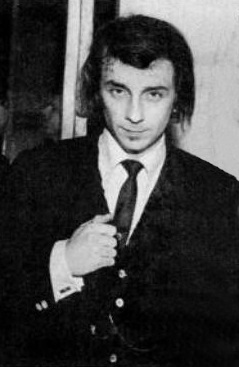
Продюсер Фил Спектор в 1964 году

Ссылки на авторскую теорию иногда применяются к музыкантам, музыкальным исполнителям и музыкальным продюсерам. С 1960-х годов музыкальный продюсер Фил Спектор считается первым автором среди продюсеров популярной музыки. Автор Мэтью Баннистер назвал его первым «звёздным» продюсером. Журналист Ричард Уильямс писал:

Спектор создал новую концепцию: продюсер как генеральный директор творческого процесса, от начала до конца. Он взял всё под свой контроль, он выбирал исполнителей, писал или выбирал материал, руководил аранжировками, рассказывал певцам, как правильно формулировать, руководил всеми этапами процесса записи с самым болезненным вниманием к деталям и выпустил результат на своём собственном лейбле.

Другим ранним автором поп-музыки был Брайан Уилсон, наставником которого был Спектор. В 1962 году группа Уилсона, The Beach Boys, подписала контракт с Capitol Records и быстро добилась коммерческого успеха, благодаря чему Уилсон был ранним исполнителем звукозаписи, который также был предприимчивым продюсером. До появления «прогрессивного попа» конца 1960-х годов исполнители, как правило, мало влияли на инструментальный аспект. Уилсон, однако, использовал студию как инструмент, высокий уровень студийного контроля, к которому вскоре стремились другие артисты.